# Појнт Плезант (Њу Џерзи)
Појнт Плезант (енгл. Point Pleasant) град је у америчкој савезној држави Њу Џерзи.

## Демографија
По попису из 2010. године број становника је 18.392, што је 914 (-4,7%) становника мање него 2000. године.
| Група             | 2000.          | 2010.          |
| Белци             | 18.556 (96,1%) | 17.133 (93,2%) |
| Афроамериканци    | 56 (0,3%)      | 75 (0,4%)      |
| Азијати           | 105 (0,5%)     | 133 (0,7%)     |
| Хиспаноамериканци | 465 (2,4%)     | 935 (5,1%)     |
| Укупно            | 19.306         | 18.392         |